# Very 'eavy... Very 'umble
Albums de Uriah Heep
Salisbury
(1971)
Singles
1. Gypsy
Sortie : juillet 1970
2. Come Away Melinda
Sortie : novembre 1970

Very 'eavy... Very 'umble est le premier album du groupe britannique de rock Uriah Heep. Il est sorti le 13 juin 1970 sur le label Bronze Records et a été produit par Gerry Bron.

## Historique
Cet album a été enregistré début 1970 à Londres aux Lansdowne Studios et produit par Gerry Bron pour sa société de production Hit Records Productions Limited. Cet album est paru à l'origine sur le label Vertigo Records, il sera réédité en 1971 sur le nouveau label que Gerry Bron créa, Bronze Records.
L'album a été enregistré en partie à quatre (Box, Byron, Newton, Napier), mais il devint rapidement évident pendant l'enregistrement que l'ajout d'un clavier était nécessaire. Colin Wood, un musicien de session, enregistra deux titres, et fut remplacé par Ken Hensley qui avait joué avec Paul Newton au sein des The Gods. Hensley jouait aussi de la guitare et deviendra rapidement le principal compositeur de Uriah Heep à partir de l'album suivant.
Alors que l'album était à trois-quart enregistré, Alex Napier fut remplacé par Ollie Olson qui avait été recommandé à David Byron par son ami Elton John et qui termina l'enregistrement de l'album.
Cet album fut froidement accueilli par la presse spécialisée lors de sa sortie ; Melissa Mills du journal Rolling Stone déclara notamment : "Cet album est vraiment une plaie à écouter, si ce groupe réussit je me suicide". On sait ce qu'il en adviendra : Very 'eavy... Very' umble sera suivi par plus d'une vingtaine d'albums studio à ce jour. Il se classa notamment à la 15e place des charts australiens, à la 22e place des charts allemands et à une modeste 186e place au Billboard 200 américain.
Cet album connut, lors de sa réédition en 1996, l'ajout de trois titres bonus et, dans celle de 2004, de 8 titres bonus.
Le titre de l'album Very 'eavy... Very 'umble est une référence à une phrase récurrente (« very 'umble ») de Uriah Heep, personnage du roman David Copperfield de Charles Dickens. Le groupe a tiré son nom du personnage.

## Liste des titres

### Album original
Face 1
| No | Titre                  | Auteur                        | Durée |
| -- | ---------------------- | ----------------------------- | ----- |
| 1. | Gypsy                  | Mick Box, David Byron         | 6:37  |
| 2. | Walking in Your Shadow | David Byron, Paul Newton      | 4:31  |
| 3. | Come Away Melinda      | Fred Hellerman / Fran Minkoff | 3:46  |
| 4. | Lucy Blues             | Box, Byron                    | 5:08  |

Face 2
| No | Titre                     | Auteur     | Durée |
| -- | ------------------------- | ---------- | ----- |
| 5. | Dreammare                 | Newton     | 4:39  |
| 6. | Real Turned On            | Box, Byron | 3:37  |
| 7. | I'll Keep On Trying       | Box, Byron | 5:24  |
| 8. | Wake Up (Set Your Sights) | Box, Byron | 6:22  |

### Version US
- Pochette différente, mêmes titres sauf Bird of Prey qui remplace Lucy Blues[4]

### Réédition 1996
- Parue sur le label Castle Communications
- Version originale plus

Bonus tracks (Réédition 1996)
1. Gypsy (single version) -  2:57
2. Come Away Melinda (alternate version) - 3:42
3. Born in a Trunk (inédit) (Box / Byron) - 3:45

### Réédition 2004
- Parue sur le label Sanctuary Records
- Version originale plus

Bonus tracks (Réédition 2004)
1. Bird of Prey (US album version) (Box / Byron / Ken Hensley / Newton) - 4:05
2. Born in a Trunk (alternate vocal version) - 4:31
3. Come Away Melinda (alternate version) - 3:42
4. Gypsy (extended version) - 7:07
5. Wake Up (Set your Sights) (alternate version) - 6:32
6. Born in a Trunk (version instrumentale) - 4:31
7. Dreammare (live at the BBC) - 3:08
8. Gypsy (live at the BBC) - 5:15

## Musiciens
- David Byron – chant
- Mick Box – guitare, chœurs
- Ken Hensley – guitare, guitare slide, clavecin, orgue, vibraphone, chœurs
- Paul Newton - basse
- Alex Napier – batterie, percussions sur tous les titres sauf Dreammare & Lucy Blues
- Keith Baker – batterie sur Bird of Prey (version US de l'album)
- Nigel Olsson – batterie sur Dreammare et  Lucy Blues
- Colin Wood – claviers sur Melinda et Wake Up (Set your Sights)

## Charts

### Album
| Pays                          | Durée du classement | Meilleur classement | Date             |
| ----------------------------- | ------------------- | ------------------- | ---------------- |
| Allemagne (GfK Entertainment) | 2 semaines          | 22e                 | 22 novembre 1970 |
| Australie (ARIA Charts)       | 8 semaines          | 15e                 | 5 juin 1971      |
| Canada (RPM)                  | 3 semaines          | 84e                 | 21 novembre 1970 |
| États-Unis (Billboard 200)    | 4 semaines          | 186e                | 24 octobre 1970  |
| Italie (FIMI)                 | 8 semaines          | 11e                 | 1971             |

### Single
| Single | Chart            | Durée du classement | Position | Date            |
| ------ | ---------------- | ------------------- | -------- | --------------- |
| Gypsy  | (Single Top 100) | 9 semaines          | 28e      | 25 janvier 1971 |